# Вокзал Бохум
Бохумский вокзал (нем. Bochum Hauptbahnhof) — главный железнодорожный вокзал в городе Бохум (федеральная земля Северный Рейн-Вестфалия). По немецкой системе классификации вокзал Бохума относится к категории 2.
Бохумский вокзал — это тематический пункт регионального проекта «Путь индустриальной культуры» Рурского региона.

## История
В начале 1860-х годов в Бохуме была проложена ветвь железнодорожного участка Виттен/Дортмунд-Оберхаузен/Дуйсбург. Станция находилась в районе Бохум-Эренфельд. Место для станции было выбрано из соображений близости к стелеплавильным комбинатам и угольным шахтам Бохума. После национализации частных железнодорожных компаний и объединения их в единую сеть железных дорог Пруссии станция была переименована в «Бохум-Южный».

Новый вокзал Бохума был открыт на Королевской аллее (нем. Königsallee) в 1870 году. В ходе второй мировой войны во время многочисленных бомбардировок британской авиации практически вся центральная часть Бохума была разрушена, сильно разрушено было и здание вокзала.

После окончания войны генеральный план развития Бохума не предусматривал восстановление здания старого вокзала. В июне 1953 года городской совет принял решение о строительстве нового вокзала в 650 м северо-восточнее старого. Строительство было начато в феврале 1954 года. На месте, выделенном для строительства, был холм, на котором находилось старое христианско-еврейское кладбище. При подготовке к строительным работам холм был срыт, а примерно 800 могил было перенесено.

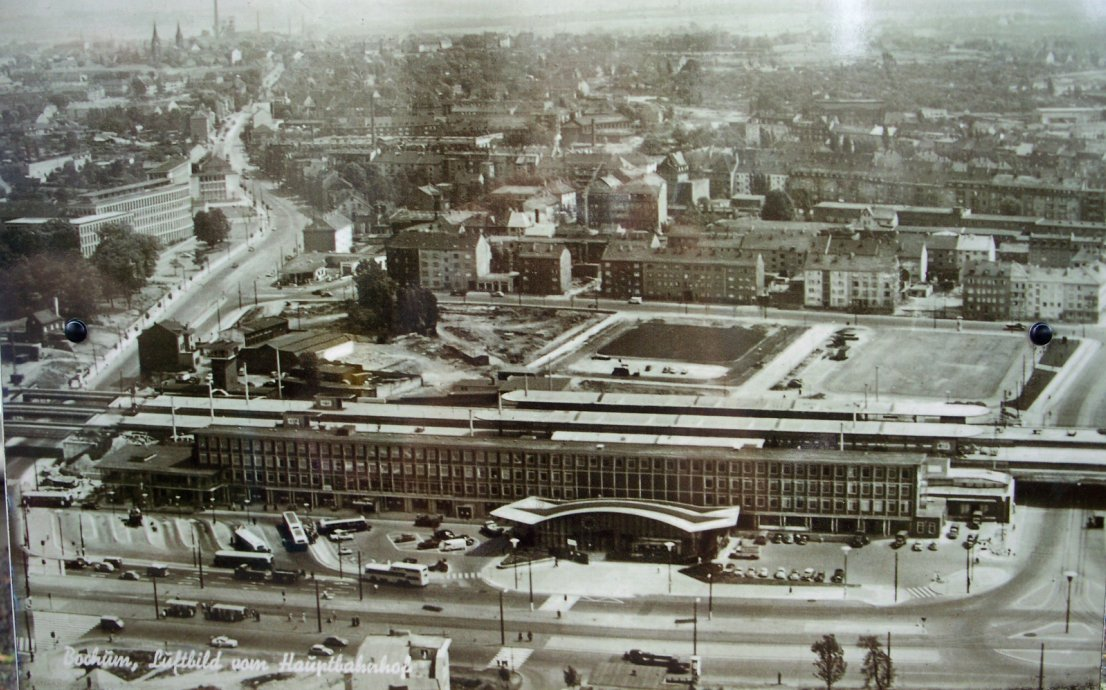
Строительство Бохумского вокзала

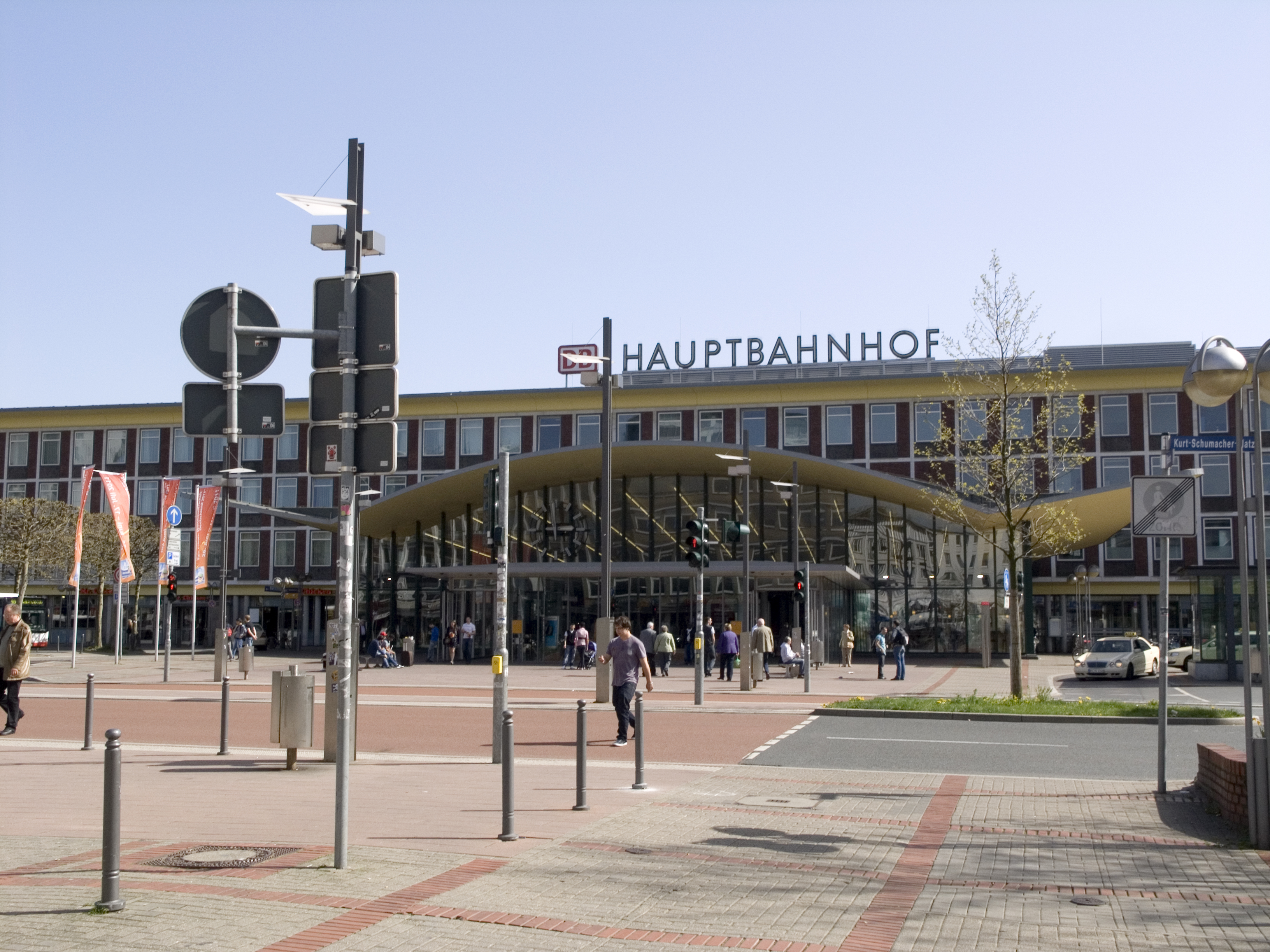
Вестибюль

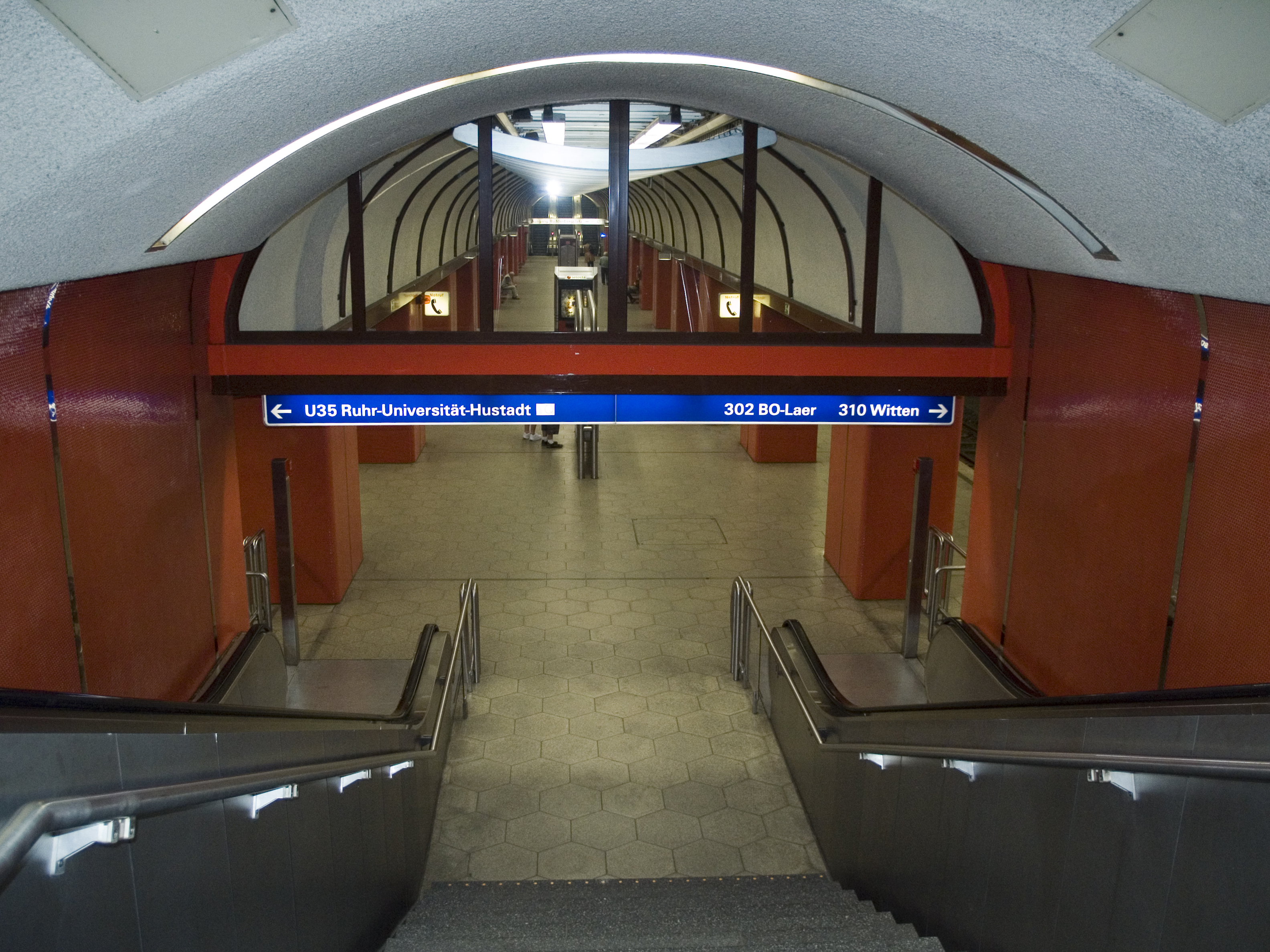
Станция скоростного трамвая «Bochum Hauptbahnhof»

Первым делом были выполнены работы по созданию новой железнодорожной насыпи длиной 2,1 км, для чего было завезено 250 000 м³ грунта. До начала строительства основного здания решались вопросы коммуникаций и транспортной инфраструктуры: было построено 2 путепровода, 10 железнодорожных мостов, туннель для людей, туннель для багажа, почтовый туннель и опорная стена между платформами и зданием. Бункеры бомбоубежищ, которые находились на месте строительства, были заполнены бетоном.

12 октября 1955 года торжественно было начато строительство вокзального здания по проекту архитектора Вильгельма Бангена. Планировалось строительство вытянутого четырёхэтажного железобетонного остекленного здания со стеклянной крышей и вертолётной площадкой, от которых, впрочем, впоследствии отказались. В левой части здания, имеющей объём 34 000 м³, разместились не только офисы железнодорожного управления, но и отель, кафе и кинотеатр. В правой части здания, имеющей такой же объём, разместились отделы грузоперевозок. В центральной части вокзала был построен обширный вестибюль, подобный тому, что имеет римский вокзал Термини. Крыша вестибюля представляет собой односводчатое перекрытие площадью 46,5×24 м. Несмотря на свой вес в 600 т, крыша кажется лёгкой и изящной.

Торжественное открытие вокзала состоялось 30 мая 1957 года. 26 мая 1979 года была открыта станция скоростного трамвая «Bochum Hauptbahnhof».

В 2004—2006 годах были выполнены масштабные работы по модернизации как здание вокзала, так и привокзальная площадь. Официальное открытие обновленного вокзала состоялось 29 мая 2006 года.

## Движение поездов по станции Бохум

### ICиICE
| Линия  | Маршрут |
| ------ | --- |
| ICE 10 | Берлин (Восточный вокзал) — Ганновер — Хамм — Дортмунд — Бохум — Эссен — Дуйсбург — Аэропорт (Дюссельдорф) — Дюссельдорф — Кёльн–Мессе/Дойц — Кёльн — Аэропорт «Кёльн-Бонн» |
| IC 30  | Вестерланд — Гамбург — Мюнстер — Дортмунд — Бохум — Эссен — Дуйсбург — Дюссельдорф — Кёльн — Кобленц — Мангейм — Штутгарт — Фрайбург                                        |
| IC 32  | Берлин — Ганновер — Дортмунд — Бохум — Эссен — Мюльхайм-на-Руре — Дуйсбург — Дюссельдорф — Кёльн — Кобленц — Мангейм — Штутгарт — Мюнхен                                    |
| ICE 41 | Хамм — Дортмунд — Бохум — Эссен — Дуйсбург — Дюссельдорф — Кёльн-Мессе/Дойц — Кёльн — Франкфурт-на-Майне — Вюрцбург — Нюрнберг — Мюнхен                                     |
| ICE 42 | Дортмунд — Бохум — Эссен — Дуйсбург — Дюссельдорф — Кёльн — Франкфурт-на-Майне — Мангейм — Штутгарт — Мюнхен                                                                |
| IC 55  | Лейпциг — Магдебург — Ганновер — Хамм — Дортмунд — Бохум — Эссен — Мюльхайм-на-Руре — Дуйсбург — Дюссельдорф — Кёльн                                                        |

### RE,RBиS-Bahn
| Линия | Название              | Маршрут |
| ----- | --------------------- | --- |
| RE 1  | NRW-Express           | Падерборн — Зост — Хамм — Дортмунд — Бохум — Эссен — Мюльхайм-на-Руре — Дуйсбург — Аэропорт (Дюссельдорф) — Дюссельдорф — Кёльн–Мессе/Дойц — Кёльн — Ахен |
| RE 6  | Westfalen-Express     | Минден — Билефельд — Хамм — Дортмунд — Бохум — Эссен — Мюльхайм-на-Руре — Дуйсбург — Аэропорт (Дюссельдорф) — Дюссельдорф                                 |
| RE 11 | Rhein-Hellweg-Express | Хамм — Дортмунд — Бохум — Эссен — Мюльхайм-на-Руре — Дуйсбург — Крефельд — Мёнхенгладбах                                                                  |
| RE 16 | Ruhr-Sieg-Express     | Эссен — Бохум — Виттен — Хаген — Зиген/Изерлон |
| RB 40 | Ruhr-Lenne-Bahn       | Эссен — Бохум — Виттен — Хаген |
| RB 46 | Glückauf-Bahn         | Гельзенкирхен — Ванне-Айкель — Бохум |
| S1    | S-Bahn Rhein-Ruhr     | Дортмунд — Бохум — Эссен — Мюльхайм-на-Руре — Дуйсбург — Аэропорт (Дюссельдорф) — Дюссельдорф — Хильден — Золинген                                        |